# 드라우프니르

드라우프니르(Draupnir)는 오딘이 갖고 있는 마법의 (황금) 반지(팔찌)이다. (늘어나는 것 외엔 특별한 능력이 없지만 오딘의 권력을 상징하는 팔찌이다.)
마찬가지로 드워프인 브로크(Brokk)와 진드리(Sindri)가 만들었는데 로키(Loki)의 술수에 의해 빼앗겨 버렸다.
브로크와 진드리는 드라우프니르를 만들 때 굴린보르스트(Gullinborsti)라는 황금수퇘지와 신들 최강의 무기인 묠니르(Mjollnir)도 함께 만들었지만 모두 빼앗겼다.
(후에 오딘과 프리그의 자식인 빛과 아름다움, 정의와 봄의 신인 발데르가 동생인 회두르에게 겨우살이 가지에 맞아 죽을 때 그의 시신을 화장하며 발데르의 손에 끼워졌다가, 다시 오딘에게로 돌려준다.)
똑같은 팔찌를 무한으로 복사해낼 수 있다고 한다.(아흐레마다 완전히 같은 팔찌를 8개 생성 해내는 능력을 가지고 있다.)